# Дуче
Ду́че (итал. Duce, ˈduːtʃe), от лат. dux («лидер, вождь») — итальянский титул, который носил Бенито Муссолини, глава Национальной фашистской партии. 

## История
Термин «дуче» использовался в традиционном смысле обозначения вождя ещё в 1860-е годы во время объединения Италии: сторонники Джузеппе Гарибальди называли так своего лидера, но тот никогда не называл себя так. В 1915 году термин «верховный лидер» (итал. Duce Supremo) стал употреблять по отношению к себе Виктор Эммануил III как верховный главнокомандующий Вооружённых сил Италии. После Первой мировой войны этот титул присвоил себе Габриеле Д’Аннунцио как глава Республики Фиуме, однако наибольшую известность титул получил только при Бенито Муссолини и закрепился как антономазия Муссолини после написания одноимённой картины Джерардо Доттори.
Титул был учреждён в Италии в 1925 году, и Муссолини получил его, сохранив за собой должность главы Совета министров Италии, что позволяло ему стать фактическим главой итальянского государства, несмотря на наличие де-юре правящего монарха Виктора Эммануила III.
Позднее к титулу добавили[кто?] «Основатель империи» в знак его заслуг в расширении границ Италии после Второй итало-эфиопской войны и превращения Италии в колониальную державу. Полное название титула Бенито Муссолини звучало как «Его Превосходительство Бенито Муссолини, Председатель Правительства, Дуче Фашизма и Основатель Империи» (итал. Sua Eccellenza Benito Mussolini, Capo del Governo, Duce del Fascismo e Fondatore dell'Impero)
Титул «дуче» прекратил де-юре своё существование в 1943 году после того, как по приказу короля Муссолини был его лишён. Была тем самым восстановлена должность премьер-министра, которую занял маршал Пьетро Бадольо.
Именно титул «дуче» послужил основой всех титулов лидеров фашистских и радикальных националистических партий (в том числе и титула фюрера). В сентябре 1943 года Муссолини, не признавший капитуляцию своей страны, провозгласил себя «Дуче Итальянской Социальной Республики».
В наши дни итальянские политики и активисты не используют термин «дуче» в значении «лидер», предпочитая использовать синонимы или заимствованные из других языков слова.